# Силикон хидрогел контактна сочива
Силикон хидрогел контактна сочива (SiHy) контактна сочива се израђују од силикн хидрогел материјала, значајно су квалитетнија у поређењу са претходним меким хидрогел сочивима. Са јединственим третманом површине и високим вреднoстима пропустљивост за кисеоник (Dk) развијени су материјали који су требали да обезбеде велику пропустљивост за кисеоник и мање таложење нежељених наслага како би рожњача остала што дуже здравија.  
У почетку су ова сочива били намењени за дуге периоде непрекидне употребе, укључујући ношење преко ноћи, уз минимално руковање и чишћење сочива. Данас се ови материјали највише користе за сочива која се свакодневно носе и скидају ноћу, као и за сочива за једнократну  дневну употребу. 

## Историја
Први покушаји развоја силикон хидрогел материјала, и употреба силикона унутар хидрогел сочива у силиконским еластомерима започети су 1970-их и 1980-их година али су били  безуспешни због хидрофобне природе силикона који се налази на површини. Та сочива нису била квалитетна јер су се лепила за површину рожњаче, имала су смањену отпорност на депозите и смањену квашљивост. Материјали од силикона су хидрофобни, да би постали хидрофилни потребан је површински третман који ће минимизирати утицај силиконске компоненте на квашљивост и удобност сочива. Решење је пронађено у плазма третману површина сочива, чиме је добијен стабилнији сузни филм, сочива су постала мање иритирајућа, а повећана је и отпорност на депозите, наочито липиде. Развојем нове технологије која је модификовала површину материјала, побољшана је хидрофилност и квашљивост и самим тим и биокомпатибилност сочива. 
Када је с краја 20. века процењено да контактна сочива носи око 70 милона људи, указала се потреба за новим удобнијим и функционалнијим типом сочива. Тако се у освит 21. века 1999. године појавила серија SiHy контактна сочива  израђених од од силикон хидрогел материјала, направљеног као комбинација кисеоник пропустљивог силикона са хидрофилним ХЕМА. Појава ових значајно  квалитетнијих сочива у поређењу са претходним меким хидрогел сочивима,  омогућио је нов технолошки процес производња танких сочива са великом трансмисијом за кисеоник. 
Од тада се број сочива на употреби дуплирао и данас већина корисника меких сочива користи SiHy контактна сочива. Силикон хидрогел материјали (1999) брзо су заменили конвенционални хидрогел материјал и до 2015. учествују до 67% тржишта и са сталним су порастом.
Разлог за овај драстичан пораст лежи у развоју све савршенијих материјала и нових технологија за производњу меких контактних сочива, које доприносе и омогућавају да ношење сочива буде удобно, продужено и безбедно по здравље ока. 
Развој нових материјала за мека контактна сочива условила је
- потреба за већом удобношћу пацијента
- потреба за бољом видном оштрином са сочивима,
- побољшање биокомпатибилности,
- минимизирање утицаја материјала на физиологију рожњаче.[3]

## Карактеристике
Силиконскон-хидрогел материјали имају силиконску компоненту која пропушта велику количину кисеоника, а проценат воде је много мањи ( што спречава везивање штетних материја за материјал сочива). Садржај воде код силикон хидрогел материјала је релативно низак и износи између 20% и 40% у зависности од произвођача и бренда сочива. С обзиром да је садржај воде релативно низак, карактеристике сочива су стабилније, сочиво задржава своје карактеристике и у оку које има мање суза.
Оваква сочива су много стабилнијих карактеристикама, јер за разлику од претходне генерације сочива задржавају своје карактеристике и на оку које продукује мању количину суза.
Мека контактна сочива покривају рожњачу и део склере (корнеосклералне), па постоји мања вероватноћа да ће се изгубити. Такође ова сочива имају могућност савијања и враћања у првобитни облик. 
Мека контактна сочива мењају своја својства у хипертоничном, хипотоничном, алкалном или киселом окружењу. Када се осуше, постају чврста након неколико минута због губитка течности (дехидрације) и могу се поломити или распасти. Зато мека сочива, када нису на оку, морају бити у физиолошком раствору или у растворима за одржавање меких сочива према препорукама произвођач.

## Намена
Данас постоји много различитих силиконских хидрогелних сочива, не само за исправљање миопије (кратковидости) и хиперопије (далековидости), већ и за астигматизам (углавном узрокован неправилном рожњачом) и презбиопију (потешкоће при фокусирању на објекте у близини у старости).
Мада су нека силиконска хидрогел сочива одобрена за до 30 ноћи непрекидног ношења, али нека сочива нису прикладна за непрекидно ношење и никада не би требало спавати са сочивима на оку осим ако  то изричито не саветује  лекар, јер   спавање са контактним сочивима преко ноћи носи већи ризик од инфекције повезане са контактним сочивима, без обзира на тип сочива.

## Контраиндикације за употребу
Контраиндикације за употребу контактних сочива су болести, патолошка стања и функционални поремећаји који ограничавају ношење контактних сочива или који могу погоршавају током њиховог ношења. 
Најчешће контраиндикације за употребу контактних сочива су:
а) сва акутна запаљења очних капака, коњуктиве и рожњаче
б) хронично запаљење структура помоћног апарата ока и предњег сегмента ока, која се могу погоршати током ношења контактних сочива
ц) сви алергијски кератокоњунктивитиси у фази погоршања,
д) рекурентни иридоциклитис,
д) болести горњих дисајних путева (синуситис, опструктивни бронхитис, астма)
ф) хронични алкохолизам,
г) неке неуролошке и психијатријске болести (епилепсија, паркинсонизам),
ж) недовољна мотивација и нервоза при руковању сочивима и њиховом одржавању